# Adam Pavlásek
Adam Pavlásek (Bílovec, 8 de outubro de 1994) é um tenista profissional checo.

## ATP Challenger Tour

### Simples: 3 (1–2)
| Resultado | N. | Data           | Categoria  | Torneio                               | Piso   | Oponente        | Placar        |
| --------- | -- | -------------- | ---------- | ------------------------------------- | ------ | --------------- | ------------- |
| Vice      | 1. | 3 maop 2015    | Challenger | Prosperita Open, Ostrava, Rep. Tcheca | saibro | Iñigo Cervantes | 6–7(5–7), 4–6 |
| Vice      | 2. | 9 Maio 2015    | Challenger | Garden Open, Roma, Itália             | Saibro | Aljaž Bedene    | 5–7, 2–6      |
| Campeão   | 1. | 20 Junhoe 2015 | Challenger | Poprad-Tatry Open, Poprad, Eslováquia | Saibro | Hans Podlipnik  | 6–2, 3–6, 6–3 |

### Duplas: 4 (1–3)
| Resultado | N. | Data            | Categoria  | Torneio                               | Piso   | Parceiro       | Oponentes                      | Placar           |
| --------- | -- | --------------- | ---------- | ------------------------------------- | ------ | -------------- | ------------------------------ | ---------------- |
| Vice      | 1. | 6 Maio 2012     | Challenger | Prosperita Open, Ostrava, Rep. Tcheca | Saibro | Jiří Veselý    | Radu Albot Teymuraz Gabashvili | 5–7, 7–5, [8–10] |
| Campeão   | 1. | 20 Julho 2014   | Challenger | Poznań Open, Poznań, Polônia          | Saibro | Radu Albot     | Tomasz Bednarek Henri Kontinen | 7–5, 2–6, [10–8] |
| Vice      | 2. | 9 Novembro 2014 | Challenger | Slovak Open, Bratislava, Eslováquia   | Duro   | Norbert Gomboš | Ken Skupski Neal Skupski       | 3–6, 6–7(3-7)    |
| Vice      | 3. | 20 Junho 2015   | Challenger | Poprad-Tatry Open, Poprad, Eslováquia | Saibro | Norbert Gomboš | Roman Jebavý Jan Šátral        | 2–6, 2–6         |